# Herbertus
Herbertus é um gênero de herbertáceas.

## Descrição
São plantas monóicas. A parte masculina, apresentam anteras esféricas, pediceladas, em cachos localizados nas axilas das folhas esféricas. A parte feminina, não apresentam cálice, caliptra terminal, ovado. Cápsula ovada, apresentando quatro válvulas com listras longitudinais e transversais. Folhas 4-enfileiradas, sem estípulas; folhas pericetárias unidas na base.

## Taxonomia
Em 1821, o gênero foi estabelecido por Gray, para alocar H. aduncus.

## Distribuição
O gênero possui uma distribuição cosmopolita, com espécies presentes em todos os seis reinos fitogeográficos.

## Espécies
De acordo com o banco de dados Tropicos, o gênero apresenta um total de 137 espécies. No entanto, Söderström et al. (2016) revisaram o grupo e validaram apenas 40 espécies.
- Herbertus aduncus
- Herbertus arcticus
- Herbertus armitanus
- Herbertus asparus
- Herbertus bivittatus
- Herbertus borealis
- Herbertus buchii
- Herbertus ceylanicus
- Herbertus circinatus
- Herbertus delavayi
- Herbertus dicranus
- Herbertus durandii
- Herbertus evittatus
- Herbertus gaochienii
- Herbertus gracilis
- Herbertus guangdongii
- Herbertus hawaiiensis
- Herbertus helleri
- Herbertus herpocladioides
- Herbertus hutchinsiae
- Herbertus juniperoideus
- Herbertus kurzii
- Herbertus leratii
- Herbertus lonchobasis
- Herbertus longifissus
- Herbertus longispinus
- Herbertus mauritianus
- Herbertus norenus
- Herbertus oldfieldianus
- Herbertus pilifer
- Herbertus pocsii
- Herbertus pumilus
- Herbertus ramosus
- Herbertus runcinatus
- Herbertus sendtneri
- Herbertus spicatus
- Herbertus stramineus
- Herbertus streimannii
- Herbertus tenuis
- Herbertus udarii